# Séleucos VI
Pour les articles homonymes, voir Séleucos.
Séleucos VI Épiphane (« l'Illustre ») ou Nicator (« Le Victorieux ») est un roi séleucide qui règne de 96 à 93 av. J.-C. Il est chassé du pouvoir par Antiochos X.

## Biographie
Séleucos VI est le fils aîné d'Antiochos VIII et très probablement de Cléopâtre Tryphaena. Sa date de naissance exacte est inconnue (vers 120 ?). Après la mort de son père en 96 av. J.-C., il entre en lutte avec son oncle Antiochos IX Cyzicène, vaincu et tué dès 95. Chassé par son cousin Antiochos X, il trouve refuge dans la ville de Mopsueste en Cilicie. Sa violence pousse les habitants à se soulever. Ils l'assiègent alors dans l'hippodrome de la cité, où il a trouvé refuge avec ses hommes, auquel ils mettent le feu. Séleucos VI périt dans l'incendie.
Ses frères, les jumeaux Antiochos XI et Philippe, le vengent peu de temps plus tard en détruisant Mopsueste de fond en comble.